# I Need You (album LeAnn Rimes)
I Need You è un album di raccolta della cantante statunitense LeAnn Rimes, pubblicato nel 2001.

## Tracce
1. Light the Fire Within – 4:46 (David Foster, Linda Thompson)
2. I Need You – 3:48 (Dennis Matkosky, Ty Lacy)
3. But I Do Love You – 3:21 (Diane Warren)
4. You Are – 4:58 (Laurie Webb)
5. Soon – 3:53 (Warren)
6. Can't Fight the Moonlight – 3:35 (Warren)
7. Love Must Be Telling Me Something – 3:43 (J. T. Corenflos, Keith Follesé, Thomas McHugh)
8. Written in the Stars (Duetto con Elton John) – 4:19 (Elton John, Tim Rice)
9. One of These Days – 4:40 (Christi Dannemiller, Robin Lee Bruce)
10. I Believe in You – 4:25 (Dan Muckala, Lacy)
11. Together, Forever, Always – 3:38 (Rimes, Ron Grimes)

Tracce bonus
1. Can't Fight the Moonlight (Graham Stack Radio Edit) – 3:30 (Warren)
2. But I Do Love You (Almighty Radio Edit) – 4:02 (Warren)
3. Soon (Graham Stack Radio Edit) – 4:01 (Warren)
4. I Need You (Graham Stack Radio Edit) – 3:41 (Matkosky, Lacy)